# Зелена картка (фільм)
«Зелена картка» (фр. Green Card) — фільм 1990 р., спільного американсько-франко-австралійського виробництва. Кінокомедія була знята Пітером Віром, з участю Жерара Депардьє та Енді Макдавелл. Фільм був номінований на «Оскара» в категорії «Найкращий сценарій».

## У ролях
| Жерар Депардьє | … | Жорж Форе      |
| Енді Макдавелл | … | Бронте         |
| Бебе Ньювірт   | … | Лорен          |
| Ґрегг Едельман | … | Філ            |
| Роберт Проскі  | … | адвокат Бронте |
| Денні Денніс   | … | Оскар          |

## Сюжет
Жорж Форе — француз, який знайшов роботу в Сполучених Штатах. Там він познайомився з дівчиною Бронте Парріш. Жорж і Бронте укладають фіктивний шлюб: Жоржу треба отримати дозвіл на постійне місце проживання («зелену картку») і тому, що в будинку, куди вона хоче переїхати, дозволяють мешкати тільки одруженим. Жорж і Бронте переїжджають у квартиру, яку знайшла дівчина і щоб ввести в оману представників служби іміграції, починають удавати пару молодят. Несподівано, через усі проблеми і пригоди вони закохуються один в одного.